# Wicked Game
Wicked Game är en låt skriven och framförd av Chris Isaak. Låten medtogs på hans tredje studioalbum Heart Shaped World 1989. Låten släpptes som singel 1990, men blev inte uppmärksammad på allvar förrän mot slutet av året då den medtogs i David Lynchs film Wild at Heart. I januari 1991 nådde slutligen låten sin bästa placering på Billboard Hot 100, en sjätteplats. En musikvideo filmad i svartvitt spelades även in där modellen Helena Christensen medverkade. Videon tilldelades pris i tre kategorier på MTV Video Music Awards. Låten har spelats in som cover av ett stort antal artister.
Efter att låten blivit en hit släpptes Isaaks tidigare utgivna "Blue Hotel" 1991 som singel, och då var "Wicked Game" b-sida.

## Listplaceringar
- Billboard Hot 100, USA: #6[1]
- UK Singles Chart, Storbritannien: #10[2]
- Nederländerna: #5[3]
- Topplistan, Sverige: #3[4]
- Australien: #15[5]
- Nya Zeeland: #7[6]